# Huaraca (Charcas)
Huaraca ist eine Ortschaft im Departamento Potosí im südamerikanischen Andenstaat Bolivien.

## Lage im Nahraum
Huaraca liegt in der Provinz Charcas und ist ein Ort im Cantón San Pedro im Municipio San Pedro de Buena Vista. Die Ortschaft liegt auf einer Höhe von 2822 m am linken, nördlichen Ufer des Río Pata Huarakha, der flussabwärts in den Río San Pedro mündet.
Die beiden Ortschaften Tola Tola und Huaraca bilden zusammen den Subkanton Tola Tola mit 198 Einwohnern.

## Geographie
Huaraca liegt in der bolivianischen Cordillera Central im Übergangsbereich zum bolivianischen Tiefland.
Das Klima ist wegen der Höhenlage angenehm ausgeglichen, jedoch über weite Teile des Jahres sehr trocken. Die mittlere Durchschnittstemperatur der Region liegt bei etwa 18 °C (siehe Klimadiagramm Torotoro), die Monatsmittel schwanken nur unwesentlich zwischen 14,5 °C im Juli und 20 °C von November bis Januar. Der Jahresniederschlag beträgt etwa 560 mm, bei einer deutlich ausgeprägten Trockenzeit von April bis Oktober mit Monatsniederschlägen unter 25 mm und einer Feuchtezeit von Dezember bis Februar mit deutlich über 100 mm Monatsniederschlag.

## Verkehrsnetz
Huaraca liegt in südlicher Richtung 177 Straßenkilometer entfernt von Cochabamba, der Hauptstadt des gleichnamigen Departamento Cochabamba.
Von Cochabamba aus führt in westlicher Richtung die asphaltierte Nationalstraße Ruta 4, die bei Caracollo auf die nord-südlich verlaufende Ruta 1 stößt und in südlicher Richtung nach Potosí führt. In einer Entfernung von 37 Kilometern südwestlich von Cochabamba zweigt bei Parotani eine unbefestigte Landstraße in südöstlicher Richtung ab und erreicht nach 30 Kilometern die Stadt Capinota. Drei Kilometer südlich von Capinota zweigt eine weitere Landstraße nach Süden ab, überquert den Río Arque und führt weiter zu der Ortschaft Apillapampa, überwindet in ihrem weiteren Verlauf Passhöhen von 4000 m und führt nach insgesamt 69 Kilometern nach Coral Khasa und sechzehn Kilometer später nach San Pedro de Buena Vista.
Drei Kilometer südlich von Coral Khasa zweigt von der Straße nach San Pedro eine Nebenstraße in nordöstlicher Richtung ab, erreicht nach drei Kilometern das Ufer des Río Pata Huarakha, überquert den Fluss und führt flussabwärts nach sieben Kilometern über Tola Tola zu der Ortschaft Huaraca.

## Bevölkerung
Die Einwohnerzahl der Ortschaft ist in dem Jahrzehnt zwischen den beiden letzten Volkszählungen auf etwa die Hälfte zurückgegangen:
| Jahr | Einwohner         | Quelle       |
| ---- | ----------------- | ------------ |
| 1992 | keine Detaildaten | Volkszählung |
| 2001 | 134               | Volkszählung |
| 2012 | 75                | Volkszählung |
| 2024 |                   | Volkszählung |